# Saland
Saland är en ort i kommunen Bauma i kantonen Zürich, Schweiz. 